# Искра (име)
Искра је словенско женско име настало од именице искра.

## Распрострањеност
Име Искра је настало у Словенији а користи се у Србији, Бугарској, Македонији и Русији.
У Хрватској је ово име било популарно током 20. века, нарочито средином четрдесетих и осамдесетих.